# لياندرو كاردوسو
لياندرو كاردوسو (11 مايو 1999 في البرتغال - ) هو لاعب كرة قدم برتغالي في مركز الهجوم.

## وصلات خارجية
- لياندرو كاردوسو على موقع قاعدة بيانات كرة القدم.إي يو (الإنجليزية)
- لياندرو كاردوسو على موقع Soccerway.com (الإنجليزية)